# Comté de Sanders
Le comté de Sanders est un des 56 comtés de l’État du Montana, aux États-Unis. En 2010, la population était de 11 413 habitants. Son siège est Thompson Falls. Le comté a été fondé en 1906.

## Géolocalisation
| Comté de Bonner, Idaho   | Comté de Lincoln | Comté de Flathead |
| Comté de Shoshone, Idaho | Comté de Sanders | Comté de Lake     |
|                          | Comté de Mineral | Comté de Missoula |

## Principales villes
- Hot Springs
- Plains
- Thompson Falls